# Stazione Kurskij
La stazione Kursky (in russo Ку́рский вокза́л, Kursky vokzal?), è una delle 9 principali stazioni ferroviarie di Mosca. Fu costruita nel 1896, Kursky è una delle stazioni ferroviarie più trafficate di Mosca.

## Storia
La stazione venne inaugurata nel 1896. Venne ristrutturata nel 1938 e nel 1972.